# Amina Dagi
Amina Dagi (Mahackala, 12 de fevereiro de 1995) é uma modelo austríaca, vencedora do Miss Áustria de 2012.